# Джебейль (район)
Джебейль (араб. قضاء جبيل) — один з 25 районів Лівану, входить до складу провінції Гірський Ліван. Адміністративний центр — м. Джебейль. На півночі межує з районом Батрун, на сході — з районом Баальбек, на півдні — з районом Кесерван, на заході омивається водами Середземного моря.
Адміністративно поділяється на 35 муніципалітетів.
| Ліван | Це незавершена стаття з географії Лівану. Ви можете допомогти проєкту, виправивши або дописавши її. |